# Haggöl (Tryserums socken, Småland)
Haggöl är en sjö i Valdemarsviks kommun i Småland och ingår i Vindåns huvudavrinningsområde.